# Leucania bergmani
Leucania bergmani är en fjärilsart som beskrevs av Felix Bryk 1948. Leucania bergmani ingår i släktet Leucania och familjen nattflyn. Inga underarter finns listade i Catalogue of Life.